# Maccaffertium vicarium
Maccaffertium vicarium är en dagsländeart som först beskrevs av Walker 1853.  Maccaffertium vicarium ingår i släktet Maccaffertium och familjen forsdagsländor. Inga underarter finns listade i Catalogue of Life.